# Schwestern vom Heiligen Kreuz
Die Schwestern vom Heiligen Kreuz (eigentlich: Kongregation der Schwestern vom Heiligen Kreuz, kurz: Menzinger Schwestern) sind ein römisch-katholischer Frauenorden mit Gründung im Jahre 1844 in Menzingen im Kanton Zug. Die Kongregation ist aus dem Regulierten Dritten Orden des Heiligen Franziskus gegründet. Der Orden hat ein apostolisches Ordensleben, d. h., die Mitglieder führen kein Klosterleben in Klausur, sondern leben auch in der Öffentlichkeit.

## Geschichte und Struktur

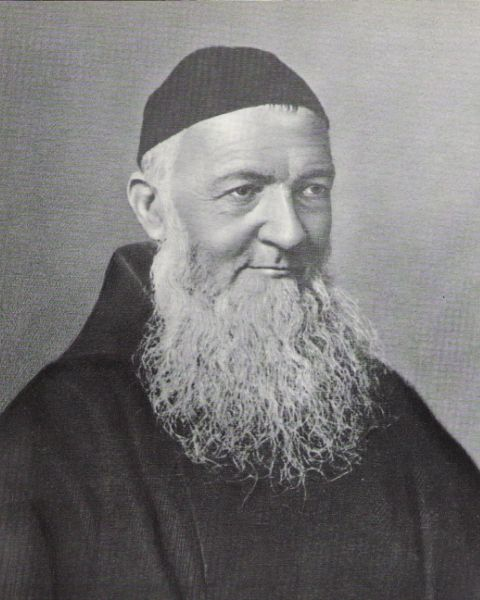
Theodosius Florentini, Porträt Mitte 19. Jahrhundert

Kapuzinerpater Theodosius Florentini (1808–1865) gründete 1844 mit der Schwester Bernarda Heimgartner die Kongregation der Lehrschwestern vom Heiligen Kreuz. Die anfangs fünf Schwestern waren als Lehrerinnen im Schuldienst tätig. Von 1902 bis 1985 betrieben sie in der zürcherischen Diaspora die Klinik St. Raphael in Küsnacht. Prominentes Ordensmitglied war Schwester Pascalina Lehnert, die Haushälterin Pius XII.
Pater Theodosius Florentini erwarb 1855 in der Zentralschweiz den Nigg’schen Hof, ein Bauerngut auf einem Hügel Ingenbohls am Vierwaldstättersee. Die dort entstandene Klostergemeinschaft wurde 1856 durch einen bischöflichen Entscheid von den Menzingern abgetrennt. Damit entstand das selbständige Institut der Barmherzigen Schwestern vom heiligen Kreuz, kurz Ingenbohler Schwestern mit dem Kloster Ingenbohl als Mutterhaus.
Heute gibt es Niederlassungen in allen Kontinenten. Am 31. Dezember 2005 zählte der Orden 2'132 Schwestern in 244 Häusern. 138 Schwestern wirken in Deutschland (2013).

## Generaloberinnen
- 1844–1863: Maria Bernarda Heimgartner
- 1863–1898: Salesia Strickler
- 1898–1901: Friederika Hahn
- 1901–1908: Maria Paula Beck
- 1908–1923: Maria Carmela Motta
- 1923–1935: Theresita Hengartner
- 1935–1947: Maria Theresia Naegeli
- 1947–1965: Maria Carmela Motta
- 1965–1971: Irene Sganzini
- 1971–1983: Antonia Steiner
- 1983–1989: Adrian Maguire
- 1989–1996: Miguela Müslin
- 1996–: Mary Finbarr Coffey
- 2002–2007: Anne Roch[3]
- 2008–2013: Alma Kohler
- seit 2014: Telma Manickanamparampil[2]